# Мухоловка бамбукова
Мухоло́вка бамбукова (Muscicapa muttui) — вид горобцеподібних птахів родини мухоловкових (Muscicapidae). Мешкає в Південній і Південно-Східній Азії.

## Опис

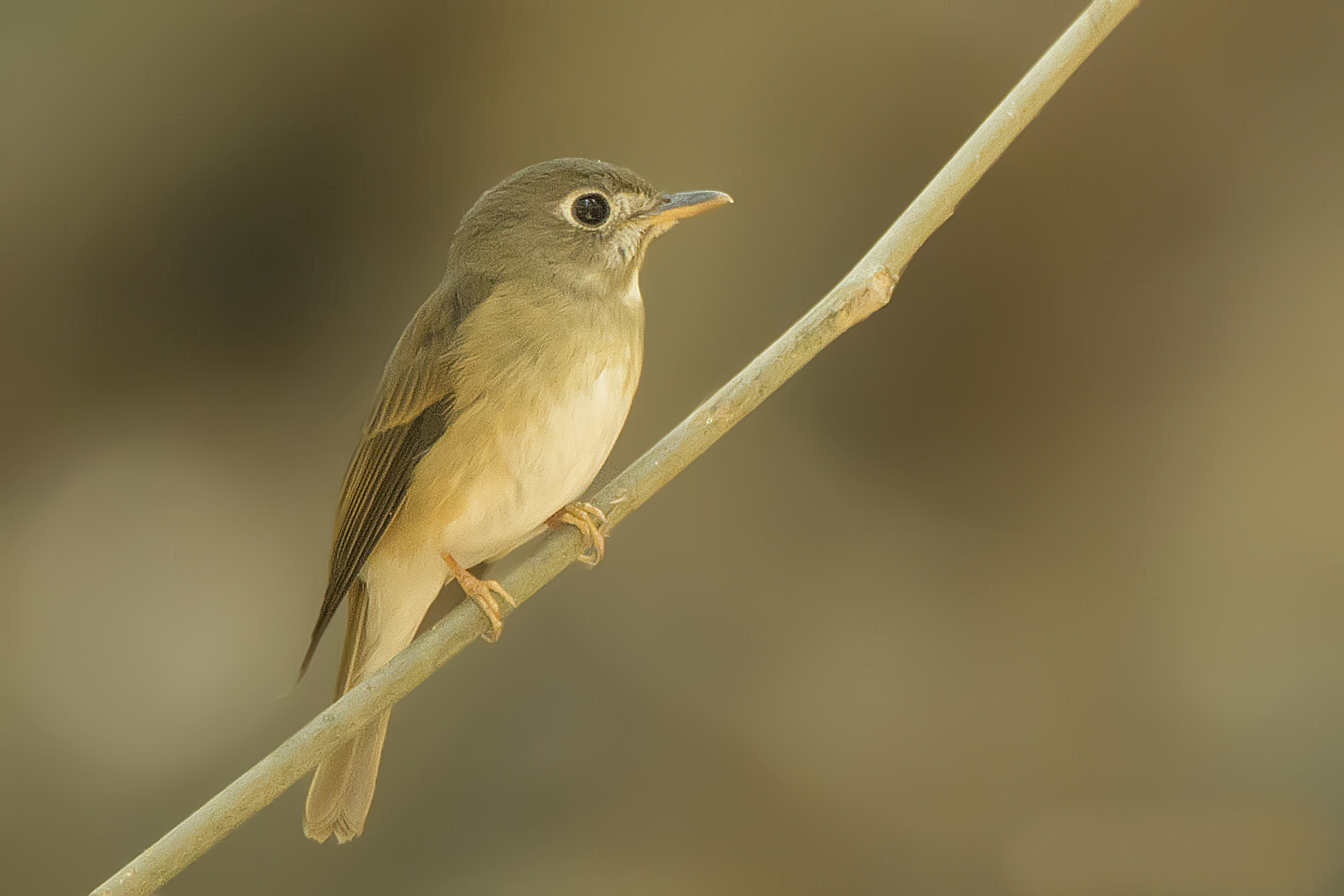
Бамбукова мухоловка

Довжина птаха становить 13-14 см, вага 10-14 г. Верхня частина тіла переважно оливково-коричнева, верхні покривні пера хвоста та краї махових і стернових пер мають яскраво-руді. Навколо очей бліді кільця. Підборіддя і горло білі, груди і боки блідо-коричневі, живіт і гузка охристо-білі. Лапи і нижня частина дзьоба блідо-тілесного кольору.

## Поширення і екологія
Бамбукові мухоловки мешкають у Північно-Східній Індії, М'янмі, північному Таїланді, Центральном і Південному Китаї та північному В'єтнамі. Взимку вони мігрують до Західних Гат на південному заході Індії та на Шрі-Ланку. Вони живуть у вологих гірських тропічних лісах і бамбукових заростях, на висоті від 150 до 1700 м над рівнем моря. Живляться комахами, на яких чатують, сидячи на відкритому місці. 